# Wonton (sieć)
Wonton – jednościenne sieciowe, uchwytujące (skrzelowe) narzędzie stosowane w połowach zastawnych ryb. Wykonuje się je z płatów tkaniny sieciowej.
Płaty sieciowe obsadza się na linkach poziomych - górnej (nadborze) i dolnej (podborze) ze współczynnikiem obsadzania (sadu) u = 0,4…0,5, a na linkach poziomych wyznaczających wysokość wontonów ze współczynnikiem u = 0,87…0,92. Zapewnia to dużą łatwość wpadania ryb w oczka sieci, dostosowanych kształtem do poprzecznego przekroju ciała. Długość wontonów po obsadzeniu zazwyczaj nie przekracza 100 m, a wysokości 10 m. W zależności od potrzeb stosuje się zestawy od kilku do kilkunastu połączonych ze sobą wontonów. Odpowiednie ich uzbrojenie, czyli rozmieszczenie na nadborze pławów oraz na podborze grzęz zapewnia prawidłowe rozpostarcie pionowe na określonej głębokości łowiska.
Wontony cechuje znaczna selektywność. Można nimi łowić ryby pożądanego gatunku oraz rozmiaru, m.in. również dzięki dobraniu odpowiedniej grubości tkaniny sieciowej. Wyróżnia się wontony uklejowe, sielawowe, okoniowo-płociowe, siejowe, sandaczowe, leszczowe i tołpygowe. Płynące ryby, natrafiając na mało wyczuwalny i słabo widoczny wonton, utykają w oczkach sieci albo zahaczając się wieczkami pokryw skrzelowych lub płetwami. Największą łownością charakteryzują się wontony wykonane z cienkiej żyłki lub z włókna syntetycznego w kolorach ciemnych.